# 莫哈奇区
莫哈奇区（匈牙利語：Mohácsi járás），是匈牙利巴兰尼亚州的一个区，总面积600.98平方公里，总人口35,164人（2011年），人口密度59人/平方公里。中心城市为莫哈奇。

## 市镇
莫哈奇区包含一个城镇和25个村庄。